# Droužkovice
Droužkovice es una localidad del distrito de Chomutov en la región de Ústí nad Labem, República Checa, con una población estimada a principio del año 2018 de 813 habitantes. 
Se encuentra ubicada al noroeste de la región, en la ladera sur de los montes Metálicos y cerca del estado alemán de Sajonia.